# Демочкин
Демочкин — хутор, входит в состав Арчединской сельской территории городского округа «город Михайловка» Волгоградской области России.

## География
Хутор находится в лесостепи, в пределах Приволжской возвышенности, являющейся частью Восточно-Европейской равнины, на правом, высоком, берегу реки Медведицы.
Уличная сеть
состоит из 11 географических объектов:
- Переулки: Дальний пер., Дачный пер., Ленина пер., Луговой пер., Речной пер., Сосновый пер., Степной пер.
- Улицы: ул. Дачная, ул. Ленина, ул. Речная, ул. Ягодная.

Абсолютная высота 65 метров над уровня моря
.

## Население
| 2010 |
| ---- |
| 63   |

## Инфраструктура
Личное подсобное хозяйство.

## Транспорт
Выезд на автодороги 18 А-2 и 18 К-5.